# Kapela na Stogiću
Kapela na Stogiću je mala grobljanska katolička kapela na vareškom groblju Stogiću.
Prema tvrdnji fra Vitomira Slugića, sama kapelica djelo je Ivana Meštrovića. Projekt tornjića na njoj je u 20. st. napravio Jože Plečnik, poznati slovenski arhitekt, čije je to jedino djelo u BiH. Argument je da bez ozbiljne reference prof. Plečnik ne bi radio tornjić. 
Kapela je bila prvo na starom groblju na Rudi koje je zatvoreno 1954. zbog proširenja rudnika. Kapela je prenesena je s Rude na Stogić nakon što je Ruda prestala biti mjestom pokopa 1954. godine. Prenašanjem je kapela izgubila na izgledu, pa se to poslije popravilo novom kapelom. Kapela na Stogiću ima patrona Sve Svete. Kapela se već dugo vremena ne koristi kod ukopa nego samo kad su mise na svetkovinu Svih Svetih.